# Oreocharis vulpina
Oreocharis vulpina är en tvåhjärtbladig växtart som först beskrevs av Brian Laurence Burtt och R. Davidson, och fick sitt nu gällande namn av Mich. Möller och A. Weber. Oreocharis vulpina ingår i släktet Oreocharis och familjen Gesneriaceae. Inga underarter finns listade i Catalogue of Life.